# Red Noise
Red Noise est un groupe de rock expérimental français, fortement impliqué politiquement (cf. pochette du disque Sarcelles-Lochères), mené par Patrick Vian.

## Biographie
Red Noise est formé pendant sa première prestation en public, qui s'effectue dans la Sorbonne occupée en mai 1968,. Le groupe est mené par Patrick Vian (guitare, vocaux), le fils de Boris Vian. Il se compose aussi de Jean-Claude Cenci (saxes, flûte, vocaux), Daniel Geoffroy (basse, vocaux),Serge Catalano (drums) et Francis Lemonnier (Saxophones) qui tous deux rejoindront le groupe Komintern en mai 1970 puis Philip Barry (batterie, guitare, vocaux), auxquels participent deux musiciens invités sur le disque : John Livengood (orgue) et Austin Blue (percussions).
Leur unique album, intitulé Sarcelles-Lochères, est paru en 1971 (enregistré à Paris le 28 novembre 1970) sur le label Futura dont ce fut la première production (Futura Records G.U. RED 01). La pochette, dépliante, présente au recto et au verso une peinture surréaliste de H. Van der Meer. À l'intérieur, on trouve un montage de photos en noir et blanc, les titres des morceaux, la liste des musiciens et une citation de Platon et une autre d'Antonin Artaud. La première face est un collage de petits morceaux qui peuvent évoquer Frank Zappa par leur esprit pataphysique. La seconde face est une longue improvisation intitulée Sarcelles c'est l'avenir, sorte de folie sonore qui pourrait s'apparenter au free jazz. L'album est inclus dans l'ouvrage Philippe Manœuvre présente : Rock français, de Johnny à BB Brunes, 123 albums essentiels. Il figure sur la Nurse with Wound list.
Le groupe met fin à ses activités en 1972.